# Elaphidion androsensis
Elaphidion androsensis är en skalbaggsart som beskrevs av Fisher 1942. Elaphidion androsensis ingår i släktet Elaphidion och familjen långhorningar.
Artens utbredningsområde är Bahamas. Inga underarter finns listade i Catalogue of Life.